# Língua de sinais do Gana
A Língua de Sinais de Gana (em Portugal: Língua Gestual de Gana) é a língua de sinais (pt: língua gestual) usada pela comunidade surda de Gana. Em Gana, além desta língua de sinais, existe ainda a língua de sinais de Adamorobe.